# Lena Dunham
Lena Dunham (New York, 13 maggio 1986) è un'attrice, sceneggiatrice e regista statunitense.

## Biografia

### Le origini
Lena Dunham nasce a New York, primogenita delle due figlie del pittore Carroll Dunham, di origini perlopiù inglesi, e della fotografa ed artista Laurie Simmons, di origine ebraica ashkenazita. Ha effettuato gli studi presso la Saint Ann's School di Brooklyn e nel 2008 si è laureata all'Oberlin College, dove ha studiato scrittura creativa. Anche la sorella minore, Grace, lavora come attrice.

### La carriera
Il suo primo cortometraggio, Dealing, è stato presentato nel 2007 allo Slamdance Film Festival. Successivamente crea le web series satiriche Delusional Downtown Divas e Tight Shots, da lei scritte, dirette ed interpretate. Nel 2009 realizza il suo primo lungometraggio, una commedia drammatica dal titolo Creative Nonfiction. Nel 2010 scrive, dirige ed interpreta il film semi-autobiografico Tiny Furniture, produzione indipendente che ottiene il plauso della critica e vince il premio come miglior lungometraggio narrativo al South by Southwest e come miglior sceneggiatura d'esordio agli Independent Spirit Awards 2011.
Nel 2011 recita nell'horror indipendente The Innkeepers e prende parte a due episodi della miniserie televisiva Mildred Pierce. Sempre nel 2011 sviluppa, con il supporto produttivo di Judd Apatow, la serie televisiva Girls per il canale via cavo HBO, serie che debutta su HBO il 15 aprile 2012. La sua interpretazione nel ruolo di Hannah Horvath le vale il Golden Globe 2013 come migliore attrice in una serie commedia o musical. Essendo anche la sceneggiatrice e regista della serie, vince un premio Golden Globe come miglior serie commedia, ottiene 4 nomination agli Emmy e diventa la prima donna a vincere il Directors Guild Award for Outstanding Director in a Comedy Series.
Nel 2012 collabora nuovamente con Judd Apatow, venendo da lui diretta nella commedia Questi sono i 40. Nel 2017 è stata scelta da Ryan Murphy per far parte del cast della settima stagione di  American Horror Story: Cult, nel ruolo di Valerie Solanas.

### Vita privata
Dal 2012 al dicembre del 2017 è stata legata a Jack Antonoff, frontman dei Bleachers e chitarrista del gruppo Fun. È femminista e ha dichiarato di non volersi sposare finché i matrimoni fra gay non saranno legalizzati. Da bambina le venne diagnosticato un disturbo ossessivo-compulsivo e l'attrice assume tuttora dosi minime di antidepressivi per gestire la malattia. È affetta anche da endometriosi e da fibromialgia. Nel marzo 2015 Dunham scrisse un articolo per il The New Yorker intitolato Dog or Jewish Boyfriend? A Quiz, che comparava umoristicamente l'avere un fidanzato ebreo al possedere un cane. Si è sposata segretamente il 25 settembre 2021 con il musicista anglo-peruviano Luis Felber, suo coetaneo.

## Filmografia

### Cinema
- The House of the Devil, regia di Ti West (2009) – non accreditata
- Tiny Furniture, regia di Lena Dunham (2010)
- The Innkeepers, regia di Ti West (2011)
- Questi sono i 40 (This Is 40), regia di Judd Apatow (2012)
- Sky, regia di Fabienne Berthaud (2015)
- Cattivi vicini 2 (Neighbors 2: Sorority Rising), regia di Nicholas Stoller (2016)
- C'era una volta a... Hollywood (Once Upon a Time in Hollywood), regia di Quentin Tarantino (2019)
- Sharp Stick, regia di Lena Dunham (2022)

### Televisione
- Delusional Downtown Divas – webserie, 20 episodi (2009-2010)
- Mildred Pierce – miniserie TV (2011)
- Girls – serie TV, 62 episodi (2012-2017)
- Saturday Night Live – programma televisivo, episodio 39x15 (2014)
- Scandal – serie TV, episodio 4x16 (2015)
- High Maintenance – serie TV, episodio 1x05 (2016)
- American Horror Story: Cult – serie TV, episodio 7x07 (2017)
- RuPaul's Drag Race – reality show, episodio 10x11 (2018)
- Too Much – serie TV, 5 episodi (2025)

### Doppiatrice
- Adventure Time – serie animata, episodi 5x48, 6x38, 7x27 (2014-2016)
- I Simpson (The Simpsons) – serie animata, episodio 27x01 (2015)

### Sceneggiatrice
- Delusional Downtown Divas – webserie, 20 episodi (2009-2010)
- Tiny Furniture, regia di Lena Dunham (2010)
- Nobody Walks, regia di Ry Russo-Young (2012)
- Girls – serie TV, 41 episodi (2012-2017)
- Camping – serie TV, 6 episodi (2018)
- Catherine (Catherine Called Birdy), regia di Lena Dunham (2022)
- Sharp Stick, regia di Lena Dunham (2022)
- Too Much – serie TV, 10 episodi (2025)

### Regista
- Tiny Furniture (2010)
- Girls – serie TV, 19 episodi (2012-2017)
- Catherine (Catherine Called Birdy) (2022)
- Too Much – serie TV, 10 episodi (2025)
- Sharp Stick (2022)

### Produttrice esecutiva
- Generation - serie TV (2021)
- Too Much – serie TV, 10 episodi (2025)

## Doppiatrici italiane
Nelle versioni in italiano dei suoi lavori, Lena Dunham è stata doppiata da: 
- Letizia Ciampa in Girls, American Horror Story
- Jolanda Granato in Scandal
- Mariagrazia Cerullo in C'era una volta a... Hollywood

Da doppiatrice è sostituita da:
- Letizia Ciampa ne I Simpson